# Kauzalita
Kauzalita (z lat. causa, příčina) znamená příčinnost, kauzální vztah mezi příčinou a jejím následkem. V silnějším smyslu přesvědčení, že nic se neděje bez dostatečné příčiny (determinismus).

## Důvod a příčina
V běžném jazyce často význam slov důvod a příčina chybně splývá, i když se jedná o dva různé pojmy:
- příčina je jev, který nutně vyvolává jev jiný, tj. nezávisle na lidské vůli; (jestliže nastane jev A v čase t1, pak nastane jev B v čase t2)[1]
- důvod (též důvod motivační) je pak takový jev, který vede k vědomé činnosti člověka, tj. že člověk jedná nebo nejedná či může/nemůže nějak jednat[2]

V jazyce je často jednoznačně vyloučeno užití jednoho z těchto dvou výrazů; někdy může být rozlišeno, zda se jedná o důvod nebo o příčinu, např.:
- Pád ze skály byl příčinou (nikoliv důvodem) její smrti.
- Mám důvod (nikoliv příčinu) se s ním rozejít.
- Ředitel souhlasil s důvodem/příčinou žákovy nepřítomnosti.

## Příčinnost v běžné řeči a ve filosofii
České slovo „příčina“ se odvozuje od slovesa „přičinit se“ a znamenalo tedy všechno, co se o nějakou věc či událost přičinilo. Podobně i řecké aitia, které znamená příčinu, ale také vinu, zavinění. V běžné řeči tedy užíváme spíš širší pojem kauzality a počítáme s tím, že příčin může být víc.
Tak je tomu v Aristotelově teorii příčinnosti, kterou převzala scholastika. Aristotelés rozlišuje čtyři druhy příčin:
1. formální (nebo tvarová) lat. causa formalis – například představa domu;
2. látková, lat. causa materialis – materiál na jeho stavbu;
3. účinná (nebo působící), lat. causa efficiens – stavitel, který jej postaví;
4. cílová, lat. causa finalis – účel domu, totiž bydlení.

Teprve součinnost všech čtyř může způsobit, že se dům skutečně postaví. Přitom platí, že následek je přiměřený příčině, že „podobné působí podobné“.
Podle I. Kanta je kauzalita jednou z apriorních podmínek poznání, které se zpravidla ptá právě po příčinách. Vysvětlit nějakou věc nebo událost znamená často najít její příčiny, například při policejním vyšetřování. Kant rovněž ukázal, že ze základní představy kauzality, to jest vztahu příčiny a následku, se také odvozuje směr či smysl času: příčina nutně předchází následek a nikdy to nemůže být naopak. Z toho plyne nevratnost (irreversibilita) času.

## Vědecká kauzalita

### Kauzalita v logice
Logika rozlišuje:
- příčinu nutnou: bez výskytu příčiny A nemůže nastat účinek B; z výskytu B tedy plyne výskyt A.
- příčinu dostačující: výskyt A stačí k tomu, aby nastal účinek B; z výskytu účinku B ovšem nemusí plynout, že předcházela příčina A (mohly to způsobit i jiné příčiny).

### Kauzalita v přírodních vědách
Novověká přírodní věda, která se chápe nejen jako poznání, ale také ovládnutí přírody, potřebovala k tomu jiný pojem příčiny nutné a dostačující: příčina musí být jedna a musí zaručovat, že následek skutečně nastane. Tak rozumí příčině a kauzalitě klasická věda. Od 19. století se pojem příčiny ve vědě poněkud rozšířil, protože zahrnuje i příčiny, jejichž následky nejsou nutné, ale jen více či méně pravděpodobné. Vztah mezi příčinou a následkem se také udává statisticky, mírou korelace. Nicméně k technickým aplikacím vědy je třeba, aby příčina byla jedna, anebo aspoň výrazně převládala, jinak se totiž nedá k účelné aplikaci využít. Vyjádřením této kauzality je přírodní zákon. Ve 20. století došlo k největšímu nárůstu v kauzálním vyjadřování.
Německý fyzik Max Born (1949) charakterizoval představu kauzality třemi body:
- Příčinnost (kauzalita) říká, že výskyt určitého předmětu či entity B zákonitě závisí na výskytu předmětu A jiné třídy. A nazýváme příčinou, B následkem.
- Předchůdnost (antecedence) tvrdí, že příčina nemůže následovat po důsledku.
- Souvislost (kontiguita) předpokládá, že příčina a důsledek se musely v prostoru setkat, aspoň prostřednictvím dalších entit.

Tento výměr, platný pro klasickou fyziku, relativistická fyzika musela pozměnit a v kvantové fyzice neplatí. Nicméně koncept kauzality v nějaké podobě platí i zde:
Koncept absolutní kauzality je v teorii relativity omezen relativností současnosti. Kauzální příčina a jejím následek musejí být odděleny časupodobným intervalem. Kauzální následek se musí vzhledem ke kauzální příčině nacházet v absolutní budoucnosti, tedy ve světelném kuželu budoucnosti. Kvantová teorie zachovává koncept kauzality (včetně superpozice stavů i časového vývoje) na úrovni amplitud pravděpodobnosti v systému nenarušeném měřením, nikoli však již na úrovni měřitelných výsledků.
Jak ukázal Ilja Prigogine, kauzalita je důležitým faktorem, který umožňuje teoretický přechod od matematické formulace fyzikálních zákonů, nezávislé na směru toku času (zákony klasické mechaniky a elektrodynamiky) k vysvětlení makroskopické fyzikální realizace pouze jednoho z možných řešení (pouze zpožděné a nikoli advancované elektromagnetické potenciály, rozbíhavé a nikoli sbíhavé vlny od bodového zdroje), či přechodu k nevratnosti (druhý termodynamický zákon).

### Kauzalita výkonových veličin v systémové dynamice
Zdroj dodává do systému energii v čase, tedy výkon. Ten je dán součinem výkonových veličin úsilí e (anglicky effort) a toku f (anglicky flow), tedy {\displaystyle P=e\times f}. Zdroj energie působí jen jednou veličinou, připojený systém kauzálně odpovídá odběrem druhé veličiny, podle impedance toho dvojbranu. Následuje přechodový jev podle dynamiky systému:
- Závaží (zdroj stálé síly, úsilí) působí silou na páku, ta odpovídá rychlostí pohybu (tokem).
- Vítr (zdroj stálé rychlosti, toku) působí na draka, vzniká na něm tlak, který napíná provázek (úsilí).

Součin tohoto páru veličin odpovídá výkonu. Měniče fyzikálních působení převádí jeden pár výkonových veličin na jiný.

#### Transformátor a gyrátor
Měniče lze dělit podle jejich vlivu na kauzalitu, experimentálně lze tyto funkce ověřit po ustálení systému po připojení ke zdroji energie na pouze jednu stranu dvojbranu:
- Transformátor převádí jedno úsilí na druhé úsilí a tok na tok, nemění kauzalitu. Umí pracovat oboustranně. Např. i nezatížená převodovka převádí otáčky na jedné straně na jiné otáčky na druhé straně a podobně i moment páky se závažím na jedné hřídeli stojící převodovky lze vyvážit na druhé hřídeli.
- Gyrátor převádí buď úsilí na tok, anebo tok na úsilí, mění kauzalitu výkonových veličin; jde o dvojbran měnící imitanci zátěže na opačnou. Jen některé gyrátory umí přeměňovat výkon v obou směrech:
  - Např. stejnosměrný cizebuzený stroj naprázdno při roztočení (tok) umí jako dynamo vygenerovat napětí (úsilí), a i opačně se po připojení na napětí jako motor ustálí na odpovídajících otáčkách naprázdno (tok).
  - Gyrátor pouze úsilí na tok, např. i nezatížený asynchronní motor připojený k napětí (úsilí) se otáčí téměř synchronními otáčkami (tok), ovšem pouhým otáčením hřídelí odpojeného motoru napětí nevygeneruje.
  - Gyrátor pouze toku na úsilí, např. soustava tryska-klapka převádí rychlost (tok) plynu na sílu na klapce (úsilí), bez dalšího zdroje ale trvalý vnější tlak na páčku klapky nebude příčinou vzniku průtoku v trysce, ne natrvalo.

#### Revererzibilita toku výkonu
Fyzikální výkonová kauzalita se tedy prakticky projevuje například při rekuperaci energie, kdy stroj nebo i celá soustava strojů při pokusu o obrácení toku výkonu může, ale také nemusí pracovat reverzibilně: Například tramvaje mohou brzdit
- buď přeměnou své kinetické energie na teplo,
- anebo, po vylepšení/zjednodušení pohonu, může kinetickou energii přeměňovat na původní formu a poskytovat zpět do systému zdroje.

Některé fyzikální procesy nesplňují předpoklad „dynamického systému“, a berou energii ze stavu prostředí, například přeměnou hmoty, tedy ze statického systému. Kauzalita dynamických výkonových veličin se pak ztrácí, je porušen předpoklad dynamiky systému a závislosti na čase:
- Některé fyzikální procesy jsou z pohledu toku výkonu (dynamického) směrově invariantní a tedy potenciálně reverzibilní, a pak záleží na samotném stroji, zda je zkonstruován i s možností výkonové reverzibility.
- Jiné fyzikální procesy jsou však principiálně nereverzibilní, z pohledu okamžité přeměny, tedy ten samý stroj, který je schopen nějaké energetické přeměny, už nemusí být principiálně schopen takovou přeměnu obrátit. Typicky jde o práci s teplem, kdy se uplatňují zákony termodynamiky a entropie, například spalovací motor: Ten sice generuje otáčky a odpovídá na zátěž momentem, ale při jeho přetáčení do vyšších otáček nezačne zpětně generovat palivo. Z pohledu výkonové kauzality by sice mohl vznikat průtok paliva (tok), nutnou párovou kauzálním veličinou, úsilím, by ale nebyl tlak toho paliva, takže nelze sestavit odpovídající pár dynamických výkonových veličin.

#### Kauzalita a dynamičnost výkonu
Z pohledu fyzikálního systému tedy veškeré zdroje energie spadají pod statické systémy, v dynamických systémech totiž dochází pouze k přeměnám energie, a to podle výkonových veličin spojených do párů fyzikální výkonovou kauzalitou. Naopak při modelování dynamických systémů pomocí výkonové fyzikální kauzality nesmí docházet k přeměnám hmoty (chemickým, skupenským, jaderným), protože pak se energie stává stavem a samotný „tok výkonu“ zaniká. Když se z děje se stává jev, nejsou již splněny předpoklady takového fyzikálního modelování.

## Karma – zákon příčiny a následku z pohledu východní filosofie
Z buddhistického pohledu neznamená karma „osud”, ale může být přeložena jako „čin” nebo „příčina a následek”.

#### Stanford Encyclopedia of Philosophy
- (anglicky) Backwards Causation, plato.stanford.edu, Stanford Encyclopedia of Philosophy
- (anglicky) Probabilistic Causation, plato.stanford.edu, Stanford Encyclopedia of Philosophy
- (anglicky) Causation and Manipulability, plato.stanford.edu, Stanford Encyclopedia of Philosophy
- (anglicky) Counterfactual Theories of Causation, plato.stanford.edu, Stanford Encyclopedia of Philosophy
- (anglicky) Causal Processes, plato.stanford.edu, Stanford Encyclopedia of Philosophy
- (anglicky) Causation in the Law, plato.stanford.edu, Stanford Encyclopedia of Philosophy
- (anglicky) Medieval Theories of Causation, plato.stanford.edu, Stanford Encyclopedia of Philosophy
- (anglicky) The Metaphysics of Causation, plato.stanford.edu, Stanford Encyclopedia of Philosophy

#### Dictionary of the History of Ideas
- (anglicky) Causation, etext.lib.virginia.edu, The Dictionary of the History of Ideas
- (anglicky) Causation in Law, etext.lib.virginia.edu, The Dictionary of the History of Ideas
- (anglicky) Causation in History, etext.lib.virginia.edu, The Dictionary of the History of Ideas